# Kamila Porczyk
Kamila Porczyk (ur. 6 lipca 1977 w Pionkach) – polska trzykrotna Mistrzyni Świata Fitness, fotomodelka na stałe mieszkająca w Niemczech, zawodniczka MMA wagi muszej. Była zawodniczka GMC, KSW czy FEN.

## Życiorys
Absolwentka AWF-u w Katowicach, zawodniczka krakowskiego klubu „REAN”. W latach 2000–2001 brała udział w zawodach Międzynarodowej Federacji Kulturystyki i Fitnessu (IFBB), podczas których dwukrotnie była mistrzynią świata (2000 i 2001), raz mistrzynią (2001) i wicemistrzynią Europy (2000). Od 2002 startuje w zawodach IFF (International Fitness Federation), na których w 2003 została mistrzynią świata. W 2003 została wicemiss fitness world, a w 2005 występowała na zawodach Miss Universe Fitness 2006. W 2006 zdobyła dwa złote medale 23. mistrzostw świata Federacji NABBA (National Amateur Body-Builders Association). W 2010 zdobyła tytuł Miss Universe w fitnessie organizacji WWF..
W 2008 zwyciężyła w pierwszej edycji telewizyjnego programu Gwiezdny cyrk.
Znalazła się na okładkach magazynów: "Gentteman", "Fitnes", "FLEX". Zawodniczka klubu fitness "McFit" w Hanau.

## Tytuły mistrzowskie
| Zawody                                                                                         | Lokata |
| ---------------------------------------------------------------------------------------------- | ------ |
| Miss Universe Fitness 2010 Katerini                                                            | 1.     |
| Mistrzostwo Świata Federacji NABBA 2006 (NABBA WORLD 2006) Dublin                              | 1.     |
| Miss Universe Fitness WFF 2006 Dornbirn                                                        | 1.     |
| Mistrzostwo Świata -International Fitness Federation 2003 Polska Warszawa                      | 1.     |
| Miss Fitness of Poland 2002 Polska Warszawa                                                    | 1.     |
| II Vice Miss Fitness World 2001Las Vegas                                                       | 2.     |
| Mistrzostwo Świata -International Federation of Body Builders 2001 (IFBB 2001) Rio de Janeiro  | 1.     |
| Mistrzostwo Świata -International Federation of Body Builders 2000 (IFBB 2000) Polska Warszawa | 1.     |
| Miss Fitness of Poland 1999 Polska Warszawa                                                    | 1.     |
| II Vice Miss Fitness of Europe 1999 Budapeszt                                                  | 2.     |

## Lista walk w MMA
| Wynik     | Bilans | Przeciwnik             | Rozstrzygnięcie            | Runda | Czas | Rozgrywki                     | Data       | Miejsce        | Limit |
| --------- | ------ | ---------------------- | -------------------------- | ----- | ---- | ----------------------------- | ---------- | -------------- | ----- |
| Przegrana | 3-1    | Anita Bekus (1-0)      | TKO (ciosy pięściami)      | 1     | 0:15 | FEN 24: All or Nothing        | 16.03.2019 | Warszawa       | 55 kg |
| Wygrana   | 3-0    | Anita Doganova (1-0)   | Decyzja (niejednogłośna)   | 3     | 5:00 | German MMA Championship 11    | 22.04.2017 | Castrop-Rauxel | 56 kg |
| Wygrana   | 2-0    | Iryna Szaparenko (5-0) | Decyzja (jednogłośna)      | 3     | 5:00 | KSW 26: Materla vs. Silva III | 22.03.2014 | Warszawa       | 57 kg |
| Wygrana   | 1-0    | Jana Wagenhuber (1-0)  | Poddanie (ciosy pięściami) | 1     | 2:41 | TFS: Mix Fight Gala 14        | 15.06.2013 | Darmstadt      | 61 kg |

## Media

### Telewizja
- 2011: Jaka to melodia? – gość programu
- 2010: Dzień dobry TVN – gość programu[11]
- 2008: Gwiezdny cyrk – zwyciężczyni I edycji programu[12]
- 2002: Święta wojna – obsada aktorska[13]

### DVD
- "Chudnij po mistrzowsku z Kamilą Porczyk"